# BATX
BATX és una forma de referir-se a les quatre empreses multinacionals de les tecnologies de la informació i la comunicació (TIC) més grans dins la Xina, que són Baidu, Alibaba, Tencent i Xiaomi. Es solen contraposar a l'homòleg dels Estats Units GAFA (Google, Amazon, Facebook, Apple), tot i que aquests solen incorporar Microsoft (GAFAM) o Netflix (FAANG). Les BATX representen les poques empreses d'internet xineses que van començar en la dècada del 2000, i que durant l'expansió de l'ús d'internet, van guanyar-se la majoria d'internautes xinesos. Cal esmentar que després de 2015, s'han fundat altres empreses tecnològiques que han guanyat molt pes: Huawei, DIDI, JD i ByteDance

## Llista
| Nom     | Ingressos al 2018 | Empleats | Headquarter    | De llavors ençà | CEO                 |
| ------- | ----------------- | -------- | -------------- | --------------- | ------------------- |
| Baidu   | 14,874$ mm        | 42,267   | Pequín, Xina   | 2000            | Robin Yanhong Li    |
| Alibaba | 38,898$ mm        | 101,958  | Hangzhou, Xina | 1999            | Jack Ma             |
| Tencent | 312,694$ mm       | 54,309   | Shenzhen, Xina | 1998            | Ma Huateng          |
| Xiaomi  | 44,421$ mm        | 14,513   | Pequín, Xina   | 2010            | Lei Juny॥॥.Lei Juny |